# РК Магдебург
РК Магдебург је немачки рукометни клуб из Магдебурга. Клуб је део истоименог спортског друштва, а основан је 1955. године. Тренутно се такмичи у Бундеслиги Немачке.
Магдебург је једини рукометни клуб који је освојио све трофеје у Источној Немачкој и уједињеној држави након 1990.
Освојио је 10 трофеја националног шампионата Источне Немачке и 3 Бундеслиге Немачке, 8 купова (5 источне Немачке и 3 уједињене Немачке), 2 суперкупа Немачке, 5 трофеја Купа европских шампиона и Лиге шампиона, 4 ЕХФ купа, 3 Суперкупа Европе и 3 трофеја Светског клупског првенства. Поред освојених трофеја такође је 2 пута био финалиста Купа победника купова, 2 пута ЕХФ купа, 2 пута Суперкупа Европе и једном Светског клупског првенства.

## Успеси

### Национални
- Првенство Источне Немачке 
  - Првак (10–рекорд) : 1970, 1977, 1980, 1981, 1982, 1983, 1984, 1985, 1988, 1991.
  - Вицепрвак (8) : 1971, 1974, 1975, 1976, 1978, 1979, 1986, 1989.

- Бундеслига Немачке
  - Првак (3) : 2001, 2022, 2024.
  - Вицепрвак (1) : 2023.

- Куп Источне Немачке
  - Освајач (5) : 1970, 1977, 1978, 1984, 1990.

- Куп Немачке
  - Освајач (3) : 1996, 2016, 2024.
  - Финалиста (5) : 2002, 2015, 2019, 2022, 2023.

- Суперкуп Немачке
  - Освајач (2) : 1996, 2001.
  - Финалиста (2) : 2022, 2024.

### Међународни
- Куп европских шампиона / Лига шампиона
  - Победник (5–најуспешнији немачки клуб) : 1978, 1981, 2002, 2023, 2025.

- Куп победника купова
  - Финалиста (2) : 1977, 1979.

- ЕХФ куп / ЕХФ Лига Европе
  - Победник (4–рекорд) : 1999, 2001, 2007, 2021.
  - Финалиста (2) : 2005, 2022.

- Суперкуп Европе
  - Победник (3–најуспешнији немачки клуб) : 1981, 2001, 2002.
  - Финалиста (2) : 1999, 2005.

- Светско клупско првенство
  - Победник (3) : 2021, 2022, 2023.
  - Финалиста (2) : 2002, 2024.